# 거창군 (1948년 선거구)
거창군은 대한민국의 옛 국회의원 선거구이다. 당시 경상남도 거창군 지역을 관할했다.

## 역사
제헌 국회의원 선거를 앞두고 거창군 전 지역을 관할하는 선거구로 신설되었다.
제6대 국회의원 선거를 앞두고 함양군 선거구와 통합되어 함양군·거창군 선거구를 이루게 됨에 따라 폐지되었다.

## 역대 국회의원
| 선거   | 정당 | 정당               | 의원   |
| ------ | ---- | ------------------ | ------ |
| 1948년 |      | 대한독립촉성국민회 | 표현태 |
| 1950년 |      | 무소속             | 신중목 |
| 1954년 |      | 민주국민당         | 신도성 |
| 1958년 |      | 자유당             | 서한두 |
| 1960년 |      | 민주당             | 신중하 |

## 역대 선거 결과

### 대한민국 제헌 국회의원 선거
|  | 38.26% |

|  | 35.14% |

|  | 21.68% |

|  | 4.90% |

### 대한민국 제2대 국회의원 선거
|  | 52.21% |

|  | 21.02% |

|  | 9.78% |

|  | 9.13% |

|  | 4.00% |

|  | 3.83% |

|  | 0% |

### 대한민국 제3대 국회의원 선거
|  | 40.01% |

|  | 20.63% |

|  | 11.37% |

|  | 10.82% |

|  | 9.39% |

|  | 3.53% |

|  | 2.70% |

|  | 1.51% |

|  | 0% |

### 대한민국 제4대 국회의원 선거
|  | 36.70% |

|  | 22.71% |

|  | 18.27% |

|  | 14.36% |

|  | 7.93% |

### 대한민국 제5대 국회의원 선거
|  | 43.19% |

|  | 16.45% |

|  | 15.67% |

|  | 12.76% |

|  | 11.90% |